# 市川英子
市川英子（いちかわ えいこ）は雑誌編集者。徳間書店の記者。
自身が登場する漫画『とよみたんとエーコたん』についても本項で述べる。

## 略歴
徳間書店の『テレビランド』の編集部に配属される。
1979年には「テレビランド」の副編集長となり、1990年代初頭には、テレビランドの最後の編集長になり、1997年には、ハイパーホビーの初代編集長になる。
テレビランド編集者時代は「がんばれ!!ロボコン」「スーパー戦隊シリーズ」「マシンロボ」「メタルヒーローシリーズ」などの作品を担当した。
また、マンガ「とよみたんとエーコたん」の人気キャラクターのモデルになる。
1970年代と1980年代のテレビランド時代には、バンダイ商品のタイアップ性を強調した。

## とよみたんとエーコたん
テレビランドの読者コーナーから発展した漫画。
読者コーナーのイラストを描いていた漫画家の大塚とよみが、自分自身と編集部員の市川を面白キャラクターに仕立て、2人が絡むギャグ漫画とした。
市川は、丸いサングラス、両手に出刃包丁、豊満なバスト、という風貌。締切を守らない大塚に過激な催促をする。

読者からは好評で、テレビランドコミックスで単行本化された。タイトルは『勝負!!! とよみたんとエーコたん けっさく選(1) うなれ!!デバヌンチャク』で、続巻はなく全1巻であった。